# Ray Ventura

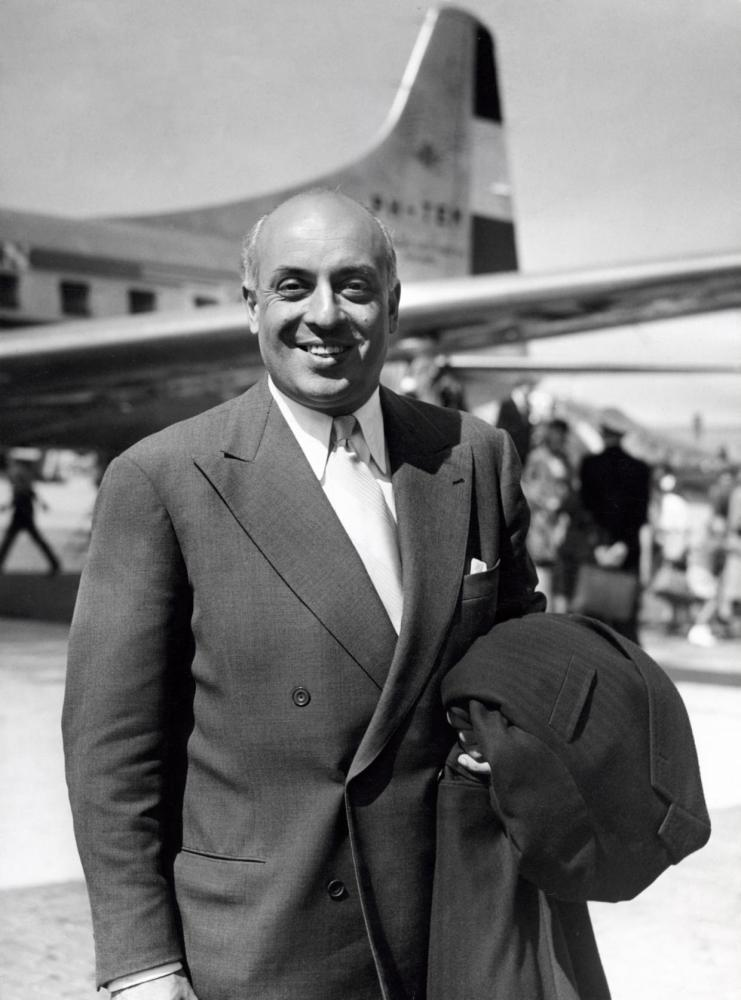
Fotografía del director de orquesta, compositor y actor francés Ray Ventura, tomada el 12 de agosto de 1950 en su llegada al aeropuerto nacional de los Países Bajos.

Raymond Ventura, conocido como Ray Ventura (París, Francia, 16 de abril de 1908 - Palma de Mallorca, España, 29 de marzo de 1979) fue un jazzista, jefe de orquesta y editor de música. Desempeñó un papel significativo en la popularización del jazz en Francia en la década de 1930. Es tío del guitarrista y cantante Sacha Distel.

## Historia

### Carrera
Ventura tocó el piano, a partir de 1924, en un grupo de cinco universitarios que registró bajo el nombre de «Ray Ventura y sus universitarios», comenzando a tocar para Columbia Records en 1928. Fue el líder del grupo desde 1929 y grabó para Decca Records y otros sellos discográficos durante la década de 1930, convirtiéndose en un grupo popular en Francia en esa década, acompañado de Philippe Brun, Alix Combelle y Guy Paquinet. Fue líder de una big band en Sudamérica de 1942 a 1944 antes de volver a dirigir un grupo en Francia de 1945 hasta 1949.
Durante su gira de dos años en Brasil, durante la Segunda Guerra Mundial, cantó junto al cantante francés Henri Salvador. Dos años después, en Argentina, el trompetista francés Georges Henry se les unió después de haber dejado a los «Lecuona Cuban boys».